# Bryce Salvador
Bryce Chad Salvador (Brandon, 11 febbraio 1976) è un ex hockeista su ghiaccio canadese, noto per essere stato capitano dei New Jersey Devils.